# Tualatin, Oregon
Tualatin (IPA: tu ɔ lə tn̩) là một thành phố ngoại ô tây nam của Portland, Oregon, Hoa Kỳ. Nó nằm ở phía nam của Tigard trong Quận Washington, một trong ba quận của Oregon hợp thành Vùng đô thị Portland. Một phần đất nhỏ của thành phố cũng nằm trong Quận Clackamas lân cận.Dân số là 22.791 theo điều tra dân số Hoa Kỳ năm 2000. Ước tính năm 2006 là 25.650 cư dân.

## Lịch sử
Tên thành phố được lấy từ tên Sông Tualatin chảy dọc theo ranh giới phía bắc của thành phố. Theo Các Địa danh Oregon, một bưu điện có tên đánh vần "Tualitin" được thiết lập ngày 5 tháng 11 năm 1869, và sau đó đổi thành "Tualatin" năm 1915. Trong thập niên 1880, khu định cư này đôi khi được gọi là Cảng Cầu (Bridgeport), có lẽ là vi cây cầu gần đó, một trong những cây cầu được xây dựng đầu tiên trên Sông Tualatin.
Năm 1962, một con voi răng mấu hóa thạch được tìm thấy ở chỗ mà bây giờ là khu đậu xe của siêu thị Fred Meyer.

## Địa lý
Tualatin nằm ở vị trí 45°22′29″B 122°46′12″T / 45,37472°B 122,77°TĐã đưa tham số không hợp lệ vào hàm {{#coordinates:}} (45.374808, -122.770067)1.
Theo Cục Điều tra Dân số Hoa Kỳ, thành phố có tổng diện tích là 20,2 km² (7,8 mi²). Không có khu vực mặt nước nào.